# Kainan, Wakayama
Kainan (海南市 Kainan-shi) là một thành phố thuộc tỉnh Wakayama, Nhật Bản.